# Il mostro dei mari (film 2022)
Il mostro dei mari (The Sea Beast) è un film d'animazione del 2022 diretto da Chris Williams.

## Trama
In un immaginario regno marittimo, noto come Tre Ponti, per centinaia di anni i mostri marini hanno portato distruzione e morte contro l'umanità, che in risposta creò il corpo dei Cacciatori, navigatori esperti che con le loro navi solcano i mari del Dregmorr per dare la caccia a queste creature e difendere le coste del regno. Tra queste spicca la Inevitabile, considerata la più grande e migliore delle navi cacciatrici, comandata dal leggendario Capitano Crow, il primo ufficiale di coperta Sarah Sharpe e il suo secondo in comando Jacob Holland, quest'ultimo trovato da Crow anni prima in mezzo ai resti di una nave distrutta da un mostro e cresciuto dal capitano come un figlio.
Mentre la nave dà la caccia alla Furia Rossa (un mostro marino leggendario considerato il più feroce e distruttivo della sua razza e che Crow segue da tempo sia per riscattare la taglia che per vendetta dopo aver perso un occhio contro di esso anni prima), l'equipaggio intercetta un'altra nave cacciatrice in difficoltà contro un altro mostro un Brickleback, che Crow decide di aiutare per rispetto del codice dei Cacciatori, che impone di non lasciare mai un compagno indietro. Dopo un duro combattimento in cui Crow rischia la vita, la Inevitabile riesce ad abbattere la creatura e a recuperarne il corno come trofeo, ma sono costretti a fare rotta per il porto di Tre Ponti per riparare la nave, abbandonando temporaneamente l'inseguimento della Furia Rossa.
Durante la navigazione Crow prende in disparte Jacob, rivelandogli che intende concedergli il comando della Inevitabile una volta che avranno abbattuto la Furia. Rientrati a Tre Ponti la ciurma festeggia la caccia riuscita in una taverna, dove Jacob incontra Maisie Brumble una ragazzina orfana di 11 anni i cui genitori servirono (e in seguito persero la vita) sulla Monarca, un'altra leggendaria nave cacciatrice distrutta dai mostri tempo addietro. Maisie intende unirsi alla ciurma della Inevitabile per seguire le orme dei genitori, ma Jacob rifiuta e la rispedisce all'orfanotrofio dal quale era sgattaiolata fuori.
Il giorno dopo Crow, Jacob e Sarah si dirigono al palazzo reale per riscuotere la taglia del mostro ucciso, ma il re e la regina si dicono delusi dal fatto che Crow abbia abbandonato l'inseguimento della Furia Rossa diventata ormai un terrore per il regno, e affermano per tal motivo la loro volontà di destituire il corpo dei Cacciatori e sostituirli con la Imperatore, una gigantesca nave armata orgoglio della Marina Reale comandata dall'Ammiraglio Hornagold, che proseguirà la caccia ai mostri per conto del regno. La notizia fa infuriare Crow, che afferma che la Imperatore non sia per nulla adatta a cacciare mostri e che solo i Cacciatori posso eliminare queste bestie con efficienza. Prima che la discussione prenda una brutta piega, Jacob interviene proponendo un'ultima possibilità: se la ciurma di Crow riuscirà ad abbattere la Furia Rossa prima che lo faccia la Imperatore, il corpo dei Cacciatori continuerà a esistere e riceverà l'assistenza economica del regno di cui necessita per continuare il proprio lavoro, proposta che il re e la regina accettano.
Senza perdere tempo, Crow e la ciurma riprendono il mare alla ricerca della creatura, mentre nel frattempo Jacob scopre Maisie nascosta in una botte sulla nave. Crow, vedendo nella ragazzina lo stesso fuoco che vide in Jacob quando lo trovò alla deriva, decide di prenderla nella ciurma affidandola a Sarah, nonostante il parere contrario di lei e Jacob. Presto la Furia Rossa si fa viva e la Inevitabile si getta all'inseguimento, riuscendo ad arpionare la bestia che però nel tentativo di liberarsi rischia di trascinare in fondo al mare la nave. Jacob, compresa la gravità della situazione, implora Crow di far tagliare le funi, ma il capitano non ha intenzione di lasciar fuggire l'ambita preda, al che Maisie, provata anche dalla sofferenza della creatura, fa per compiere il gesto. Jacob cerca inizialmente di fermarla, ma ignorando gli ordini di Crow la lascia fare, salvando la Inevitabile ma lasciando scappare la Furia, venendo poi scagliata in acqua insieme a Jacob. Saliti a bordo di una scialuppa vicina, un furioso Crow ordina a Jacob di portagli la ragazzina ma Jacob rifiuta, venendo minacciato con una pistola, dopodiché la Furia Rossa ritorna e ingoia la scialuppa insieme a Jacob e Maisie.
La creatura porta i due fino a un'isola abitata da altri mostri, e Maisie, dopo aver fermato Jacob che tentava di attaccarla, nota subito che la Furia non ha cattive intenzioni (avendo agito per salvare i due da Crow) e stringe amicizia con essa, chiamandola Rossa, sicura che si tratti di una femmina. Dopo essersi accampati per la notte, Maisie discute con Jacob, mettendo in dubbio la natura distruttiva dei mostri marini a cui sono abituati e ipotizzando che essi siano solo creature incomprese, cosa che il cacciatore nega fermamente. Il giorno dopo, Maisie stringe amicizia con una piccola creatura marina a cui dà il nome di Blu, e successivamente lei e Jacob vengono attaccati da un gigantesco granchio venendo prontamente salvati dall'intervento di Rossa, che mette in fuga la bestia. Poiché la scialuppa di Jacob e Maisie non è più in grado di navigare, la ragazzina convince Rossa a trasportare i due fino all'isola di Rum Pepper, dove intendono chiedere passaggio a una nave per tornare a Tre Ponti.
Nel frattempo il Capitano Crow, convinto della morte di Jacob e ancora più desideroso di vendetta nei confronti di Rossa e intenzionato a usare qualsiasi mezzo per eliminarla, giunge sull'isola di Gwen Batterbie, un'anziana mercante che gli fornisce un potente veleno e un enorme arpione per uccidere la bestia. Mentre viaggiano sulla schiena di Rossa, Jacob e Maisie legano sempre di più sia con la creatura e sia tra di loro, e presto anche il cacciatore inizia a condividere l'idea che forse i mostri del mare non siano aggressivi e feroci come hanno sempre creduto. Riparati nella narice di Rossa durante una tempesta, i due osservano il fondale marino, coperto dai relitti delle navi cacciatrici e gli scheletri di altri mostri, chiedendosi com'è iniziata questa guerra e soprattutto come potrà finire.
Dopo tre giorni di viaggio il gruppo raggiunge Rum Pepper, dove danno il loro addio a Rossa e Blu, con Jacob che giura di non cacciare più mostri e considera l'idea di vivere insieme a Maisie come una famiglia; tuttavia scoprono che la Imperatore e Hornagold si trovano proprio lì. Rossa attacca il vascello che risponde con i propri cannoni, uno dei quali ferisce Maisie, mentre l'enorme nave viene facilmente distrutta da Rossa che si appresta a divorare Hornagold, venendo però fermata da Jacob. Poco dopo, la Inevitabile appare all'orizzonte e Rossa si lancia contro di essa, prima di essere colpita dall'arpione avvelenato di Crow. Il capitano però decide di tenerla in vita per portarla fino a Tre Ponti, dove intende giustiziarla davanti al re e alla regina.
Maisie riportata sulla Inevitabile da Jacob e curata viene subito dopo rinchiusa nella propria cabina, mentre Jacob viene riaccolto dalla ciurma e da Crow, e la nave arriva a Tre Ponti trainando Rossa. Blu però ricompare liberando Maisie, e la ragazzina nota subito che tutti i libri che parlano dei mostri e dei cacciatori riportano il simbolo della Corona, comprendendo quindi che la loro storia è tutta propaganda che i monarchi hanno usato per estendere il loro dominio.
Giunto davanti ai monarchi e a una nutrita folla, Crow si prepara a giustiziare Rossa ma viene all'ultimo fermato da Jacob, intenzionato a mantenere la promessa fatta in precedenza. Crow e Jacob combattono, mentre Maisie e Sarah, la quale ha iniziato a condividere l'idea della ragazzina sui mostri liberano Rossa che cerca subito di divorare Crow, ma Maisie e Jacob la convincono a risparmiarlo. Successivamente Maisie espone le menzogne del regno alla folla, rivelando come l'intera dinastia reale si è servita dei Cacciatori per accrescere il proprio potere dipingendo i mostri come creature sanguinarie che arrivavano ad attaccare persino le città, quando invece essi sono pacifici e agivano solo per autodifesa. Le parole di Maisie toccano la folla, che chiede a gran voce di lasciare andare Rossa; anche il generale dell'esercito reale rifiuta l'ordine del re e della regina di aprire il fuoco sulla creatura, affermando che suo fratello era sulla Monarca e che ora il regno vuole sapere come è iniziata la guerra. I monarchi ormai senza più supporto fuggono, mentre Jacob e Maisie si allontanano insieme a Rossa. Anche Crow compresa la verità, smette di odiare Rossa e i mostri del mare.
Nell'epilogo, Maisie racconta di come da quel momento in poi nessuna nave si spinse nel Dregmorr lasciando indisturbati i mostri che lo abitano mentre Jacob, Maisie e Blu iniziano una nuova vita insieme come una famiglia. L'ultima scena mostra Rossa che nuota all'orizzonte.

## Colonna sonora
La colonna sonora (composta da 18 brani per una durata complessiva di 46:50) è stata realizzata da Mark Mancina. L'album è stato pubblicato l'8 luglio 2022 dall'etichetta Milan Records. Alla canzone Captain Crow hanno collaborato Nell Benjamin e Laurence O'Keefe.
1. Prelude to the Sea – 2:43
2. The Sea Beast – 2:23
3. King and Queen – 2:13
4. Someday – 1:16
5. Jacob Evolving – 2:23
6. Captain Crow – 1:37
7. The Fight of the Giant Crab – 2:52
8. The Hunters Code – 5:27
9. One More Try – 2:45
10. Jacob into the Sea – 1:55
11. Crow's Betrayal – 2:29
12. Little Blue – 2:20
13. Red – 1:59
14. Gwen Batterbie – 2:10
15. Wear It Down – 5:22
16. Blue and Maisie – 3:00
17. Maisie's Speech – 2:01
18. Wherever the Wind Takes Us – 1:45

## Promozione
Il trailer in lingua inglese è stato pubblicato su YouTube il 30 marzo 2022, mentre la versione italiana il 7 giugno.

## Distribuzione
Il film è stato proiettato in alcuni cinema selezionati il 24 giugno 2022 negli Stati Uniti d'America, per poi essere distribuito in tutto il mondo su Netflix l'8 luglio.

## Accoglienza

### Critica internazionale
Sull'aggregatore Rotten Tomatoes il film è stato valutato positivamente dal 94% delle critiche professionali. Su Metacritic il punteggio ottenuto è di 74 su 100, corrispondente a «recensioni generalmente favorevoli».

### Critica italiana
(Andrea Peduzzi, IGN Italia, 6 luglio 2022)
(Francesco Mocerino, Everyeye.it, 8 luglio 2022)
(Ombretta Bertini, iO Donna, 8 luglio 2022)

## Riconoscimenti
- 2023 - Premio Oscar[10]
  - Candidatura per miglior film d'animazione

- 2022 - Annie Award [11] [12]
  - Candidatura per miglior film d'animazione
  - Candidatura per la miglior voce in un film d'animazione a Zaris-Angel Hator
  - Candidatura per la miglior scenografia in un film d'animazione
  - Candidatura per il miglior montaggio in un film d'animazione